# 深坑 (嘉義縣)
深坑，是臺灣嘉義縣中埔鄉的一個傳統地域名稱，位於該鄉東南側主體部分的西部。相較於今日行政區，其範圍大致包括深坑村不含南部東側凸出部分及西南端及西部中央凸出部分及北部邊界地帶西半側、沄水村西北部凸出部分的南端、同仁村柚仔宅橋南側沿溪狹長地帶。

## 歷史
台灣日治初期，深坑地區為一（舊制）街庄，稱為「深坑庄」，隸屬於嘉義東堡。該庄北與白芒埔庄為鄰，東與竹頭崎庄為鄰，南邊及西南邊為三層崎庄，西邊為馬稠後庄、牛稠埔庄。
1901年（日治明治三十四年）11月，全台設置二十廳，該庄隸屬於嘉義廳。1903年（明治三十六年）6月，該庄編入「中埔區」，隸屬於嘉義廳。1909年（明治四十二年）10月，合併二十廳為十二廳，中埔區仍隸屬於嘉義廳。1920年（大正九年），廢十二廳改設五州二廳，該庄改制為「深坑」大字，隸屬於臺南州嘉義郡中埔庄（新制街庄）。
戰後中埔庄改制為中埔鄉，隸屬於臺南縣，大字亦改制為村。1950年雲、嘉、南分治，中埔鄉改隸屬於嘉義縣。

## 聚落
本地區發展較早的聚落有深坑仔、內灣等，在日治期初期的官方地圖上已有記載。

## 交通
省道台3線俗稱「內山公路」，是臺北市市區至屏東的幹道，經過本地區東南部凸出部分的東北端。由該道路北行可前往番路鄉西北部、竹崎鄉、梅山鄉、雲林縣古坑鄉等地；南行可前往番路鄉東南部、大埔鄉、臺南市楠西區、玉井區、南化區等地。
鄉道嘉139線是中庄至三層崎的道路。
鄉道嘉142線是深坑至澐水的道路。